# Vernonia wakefieldii
Vernonia wakefieldii là một loài thực vật có hoa trong họ Cúc. Loài này được Oliv. miêu tả khoa học đầu tiên.